# Sympistis bes
Sympistis bes là một loài bướm đêm thuộc họ Noctuidae. Nó được tìm thấy ở miền nam Texas.
Sải cánh dài 30–38 mm. Con trưởng thành bay từ cuối tháng 3 đến tháng 4 và đầu tháng 9